# Стража на Дрини
Стража на Дрини је хрватски документарни ратни филм из 1942, снимљен у режији Бранка Марјановића. Филм је монтиран из епизода седмичних усташких филмских новости. Заједно са више других филмова, добио је бронзану награду на 10. Филмском фестивалу у Венецији 1942, на којем су учествовале само земље Осовине (фестивал се касније није узимао у обзир, јер се чак није ни одвио у Венецији).